# Ahmed Dich
Ahmed Dich est un écrivain français d'origine marocaine, né en 1966.
Il a publié 5 romans et un récit autobiographique intitulé Quelqu'un qui vous ressemble (2001). Ce livre a fait l'objet d'une adaptation au théâtre, présentée deux années de suite au festival d'Avignon, puis une tournée dans de nombreuses villes et villages de France. Les livres d'Ahmed Dich sont empreints d'une force poétique et philosophique qui transcende notre condition humaine.
Après plusieurs années sans publier, il sort en janvier 2023 un manifeste intitulé Quelques rêves incertains, texte dans lequel il dresse un portrait mordant de ce qui reste de ces 40 dernières années. Dans ce livre de 110 pages, il nous donne à réfléchir sur le squelette d'une époque révolue. Voilà ce qu'il disait à l'occasion de la sortie de ce livre: "Je suis Ahmed Dich, un écrivain dont l'ambition littéraire est de souligner le caractère universel de l'âme humaine. Dans mes premiers romans, j'ai souvent mis en exergue la petite schizophrénie intermittente propre aux immigrés maghrébins, musulmans de surcroît. Cette schizophrénie est l'une des causes du chaînon manquant de l'intégration. Dans une époque où tout part à vau-l'eau, la littérature constitue un radeau de survie mentale. Elle permet surtout de retarder le plus longtemps possible la déshumanisation inhérente à notre condition de mortel. J'ai grandi avec l'amour de la France ; cette relation apaisée et décomplexée m'a permis de me construire en tant qu'écrivain exigeant. Quelques rêves incertains  est la radioscopie de notre pays. Dans ce court texte, vous revivrez en condensé 40 années de la vie politique française. Vous entendrez Chirac dialoguer avec le fantôme de Mitterrand, et saurez pourquoi le beur est désormais perçu comme du cholestérol dans le corps traditionnel français. Dans ces Quelques rêves incertains, il y a 40 ans de silence et de non-dits sous pression, avec un détonateur : ma vérité. Le coq gaulois, fier et orgueilleux, n’a pas toujours été un mouton tondu. Mais les Français commencent à se réveiller de cette longue nuit blanche, qui dure depuis 4 décennies. Les souvenirs aussi infligent des souffrances sur lesquelles s’articule la mémoire".
L’œuvre d’Ahmed Dich peut être située à l’intersection de plusieurs courants littéraires et réflexions sociales, s'inscrivant dans une tradition à la fois introspective, engagée et poétique.
1.  Une exploration de l'identité et de l'altérité.
Ahmed Dich s'intéresse à la quête d'identité, notamment dans le contexte de l'immigration. Quelqu’un qui vous ressemble (2001) constitue un récit autobiographique emblématique, où il retrace les espoirs et les désillusions de l’immigration maghrébine en France, soulignant les tensions entre enracinement et déracinement. Il met en exergue la difficulté de trouver une place dans une société parfois hostile. Ce texte, adapté au théâtre, illustre avec justesse la complexité des sentiments liés à l’exil.
Dans Chibani, il met en lumière les sacrifices des travailleurs immigrés de la première génération, souvent réduits à l’invisibilité dans les récits officiels. Il soulève également les ambiguïtés et l'ambivalence des sentiments chez les immigrés de la première générations pour qui "le bled ne sera plus jamais qu'une terre promise". Dich offre cependant un regard tendre et lucide sur ces figures souvent oubliées de l'histoire sociale française.
Son roman Autopsie d'un complexe se penche sur les mécanismes intimes et collectifs de l'humiliation, des sentiments de honte ou d'infériorités dans un monde post 11 septembre. Ces deux livres abordent les thèmes des héritages culturels, la psychologie de l'exil et les luttes intérieures face aux discriminations.
2. Une critique sociale et politique
Son manifeste Quelques rêves incertains illustre son regard critique sur la France contemporaine. Dich s'interroge sur les promesses non tenues de la République et les fractures sociales. Il analyse les quarante dernières années en France, apportant un éclairage original sur les luttes identitaires. Cette dimension engagée rapproche son œuvre de celle d'écrivains tels que Édouard Louis ou Annie Ernaux, qui scrutent également les réalités sociales et politiques.
3. À travers des œuvres comme Un guide aveugle et fou ou La Note pour les cannibales, il interroge la condition humaine, le sens de l’exil et les choix que nous impose la société. Une approche poétique et philosophique de la condition humaine à travers une écriture qui privilégie la métaphore, la poésie et les interrogations philosophiques.
Il s'inscrit ici dans une tradition proche de celle de Camus, mais avec une perspective enrichie par son vécu d'immigré.
4. Une voix originale dans la littérature française
Ahmed Dich offre une alternative aux représentations souvent stéréotypées des populations issues de l’immigration. Il propose une vision nuancée, loin des clichés liés à la banlieue, en ancrant ses récits dans une humanité universelle.
Il s’éloigne ainsi de certains discours manichéens pour offrir des récits qui mêlent intimité et universalité.
5. Une œuvre entre intimité et universalité
En abordant des sujets personnels comme l'immigration ou la quête de sens, il parvient à toucher à des thèmes universels : la mémoire, la transmission, et les espoirs déçus.
L'œuvre d’Ahmed Dich est une contribution précieuse à la littérature contemporaine française. Elle mêle engagement, introspection et critique sociale. C'est une œuvre qui résonne à la fois avec les lecteurs en quête de récits intimes et ceux intéressés par les enjeux sociaux et politiques. 
Proche dans son esprit de l’œuvre d’Albert Camus, Ahmed Dich conjugue une écriture poétique et une réflexion existentielle.
Sa plume mêle la beauté du langage à une lucidité presque brutale, donnant une voix à des figures souvent oubliées. En croisant l’intime et le collectif, l’écriture d’Ahmed Dich dépasse les récits de l’immigration pour offrir une réflexion universelle sur la mémoire, l’appartenance et les fractures sociales. Son œuvre enrichit la compréhension d’une France plurielle, tout en résonnant avec l’humanisme et l’absurde de Camus.